# 130 mm/50 B13 Modell 1936
Das Geschütz 130 mm/50 B13 Modell 1936 (russisch 130-мм корабельная пушка образца 1935 года (Б-13)) war ein Marinegeschütz der Sowjetunion. Es war das Standardgeschütz für Zerstörer während des Zweiten Weltkrieges und danach, wurde aber auch als Küstengeschütz, Eisenbahngeschütz und Geschütz auf Selbstfahrlafette genutzt. Durch den Verkauf von Zerstörern war das Geschütz in Polen, der Volksrepublik China, Ägypten und Indonesien im Dienst. Finnland eroberte mehrere Geschütze im Rahmen des Fortsetzungskriegs und hatte sie bis in die 1990er Jahre im Dienst.

## Entwicklung
1929 begann die Sowjetunion mit der Entwicklung eines neuen Geschützes für Unterseeboote. Dieses sollte ein Kaliber von 130 mm/40 haben und die gleichen ballistischen Eigenschaften wie das veraltete 130 mm/55 Modell 1913-Geschütz (nach sowjetischer Designation als 130 mm Schiffskanone Modell 1913  (B 7)) bezeichnet. Baupläne und ein Prototyp wurden von dem Obuchow-Werk gefordert. 1932 wurden die Spezifikationen von Kaliberlänge 45 auf Kaliberlänge 50 geändert und statt eines Keilverschlusses sollte ein Schraubenverschluss eingesetzt werden. Zudem wurde das Einsatzgebiet von U-Booten auf Zerstörer geändert. 1934 und 1935 fanden mit dem Prototyp mehrere Testschießen statt. Diese zeigten an dem Modell mehrere Konstruktionsschwächen. Da das Geschütz aber für die Leningrad-Klasse vorgesehen war, die sich schon im Bau befand, wurde die Produktion freigegeben.
Verantwortlicher Direktor der Entwicklung war N. N. Magdasijew und an der Entwicklung beteiligte waren S. A. Morosow, S. A. Salasajew, B. A. Lewer, W. M. Rosenberg und W. I. Kudrjaschow.

## Modellvarianten
Die erste Version der 130 mm/50 B13 Modell 1936 hatte 40 Züge mit einer Tiefe von einem Millimeter. Da die 130 mm/55 B7 Modell 1913 ein längeres Rohr hatte, musste mit einem stärkeren Treibsatz gearbeitet werden und dieselben ballistischen Eigenschaften aufzuweisen. Dies führte dazu, dass das Rohr eine Lebensdauer von nur 130 Schuss hatte. Die Zerstörer der Leningrad- und Gnewny-Klasse konnte so nicht einmal ihre mitgeführte Munitionsdotation verschießen, ohne das zu erheblichen Zielabweichungen kam. Die Lösung für die zweite Version bestand in der Vertiefung der Züge auf 2,7 mm. Dies erhöhte die Lebensdauer des Rohres auf 1100 Schuss. Es gab noch eine dritte Version mit einer Zugtiefe von 1,95 mm über die es keine erhaltenen Angaben über die Lebensdauer gibt.
Alle drei Versionen verfügten über eine Ladeschwinge, die ein Nachladen in jeder Position des Geschützes erlaubt. Das Nachladen erfolgte mithilfe eines pneumatischen Lademechanismus. Allerdings verringerte sich die Nachladegeschwindigkeit bei einer Höheneinstellung von über +25° drastisch.
Die unterschiedliche Tiefe der Züge ergab das Problem, dass für jede Version eigene Munition und eigene Reichweitentabellen benötigt wurden. Diese waren untereinander nicht kompatibel.

## Verwendung
Verwendungsbezeichnungen beziehen sich auf die unterschiedlichen Aufstellungen des Geschützes und sind somit keine eigenständigen Modellvarianten.

### B-13
Der meistverwendete Typ B-13 war eine Einzelaufstellung und verfügte lediglich über ein 13 mm starkes Schutzschild zum Schutz vor Splittern oder Beschuss durch Handwaffen. Das Richten des Geschützes erfolgte manuell und erforderte ein hohes Maß an Ausbildung von der Bedienmannschaft. Alle während des Krieges gebauten Zerstörer- und Küstengeschütze waren vom Typ B-13. Diese wogen 12 Tonnen und waren für eine zentrale Feuerleitung ausgerüstet.

### B-2LM

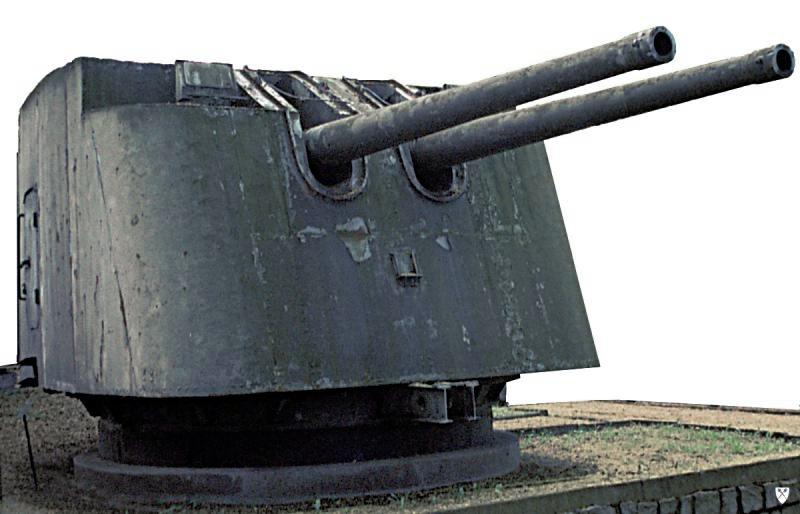
B-2LM-Geschützturm des polnischen Zerstörers Wicher

Der Typ B-2LM war ein Zwillingsturm für Nachkriegszerstörer der Ognewoi- und der Skoryy-Klasse. Lediglich die Taschkent und die Storoschewoi wurden mit diesen Zwillingstürmen nachgerüstet. Ein Turm wog 49 Tonnen.

### B-2LMT
Der Typ B-2LMT war stärker gepanzert als der B-2LM und wurde in Flussmonitoren verbaut. Die Siwasch, die Perekop sowie die Schilka-Klasse waren damit ausgerüstet. Ein Turm wog 90,9 Tonnen.

### B-28
Der Typ B-28 wurde nur auf dem Monitor Chasan genutzt. Ein Turm wog 83,7 Tonnen.

### B-2-U
Der Typ B-2-U war als universeller Zwillingsturm geplant. Seine Höhenrichtung sollte auf +85° erhöht werden, um das Geschütz auch effektiv als Flak nutzen zu können. Das Projekt wurde noch während des Krieges eingestellt.

### T-100Y

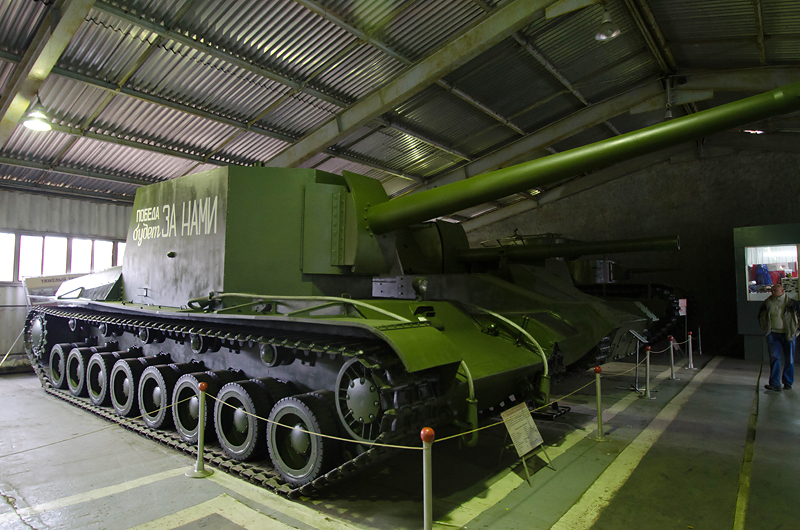
T-100Y im Panzermuseum Kubinka

Der SU-100Y war ein Prototyp einer russischen Selbstfahrlafette auf Basis des schweren Panzers T-100 mit einer fest eingebauten 130 mm/50 B13 Modell 1936. Sie sollte finnische Bunker angreifen und zerstören, kam für den Winterkrieg allerdings zu spät. Später wurde auf eine Serienfertigung des Modells verzichtet, da Panzer vom Typ KW-2 verfügbar waren. Der Prototyp wurde während der Verteidigung Moskaus eingesetzt und überstand den Krieg. Er steht heute im Panzermuseum Kubinka.

### 130/50 N

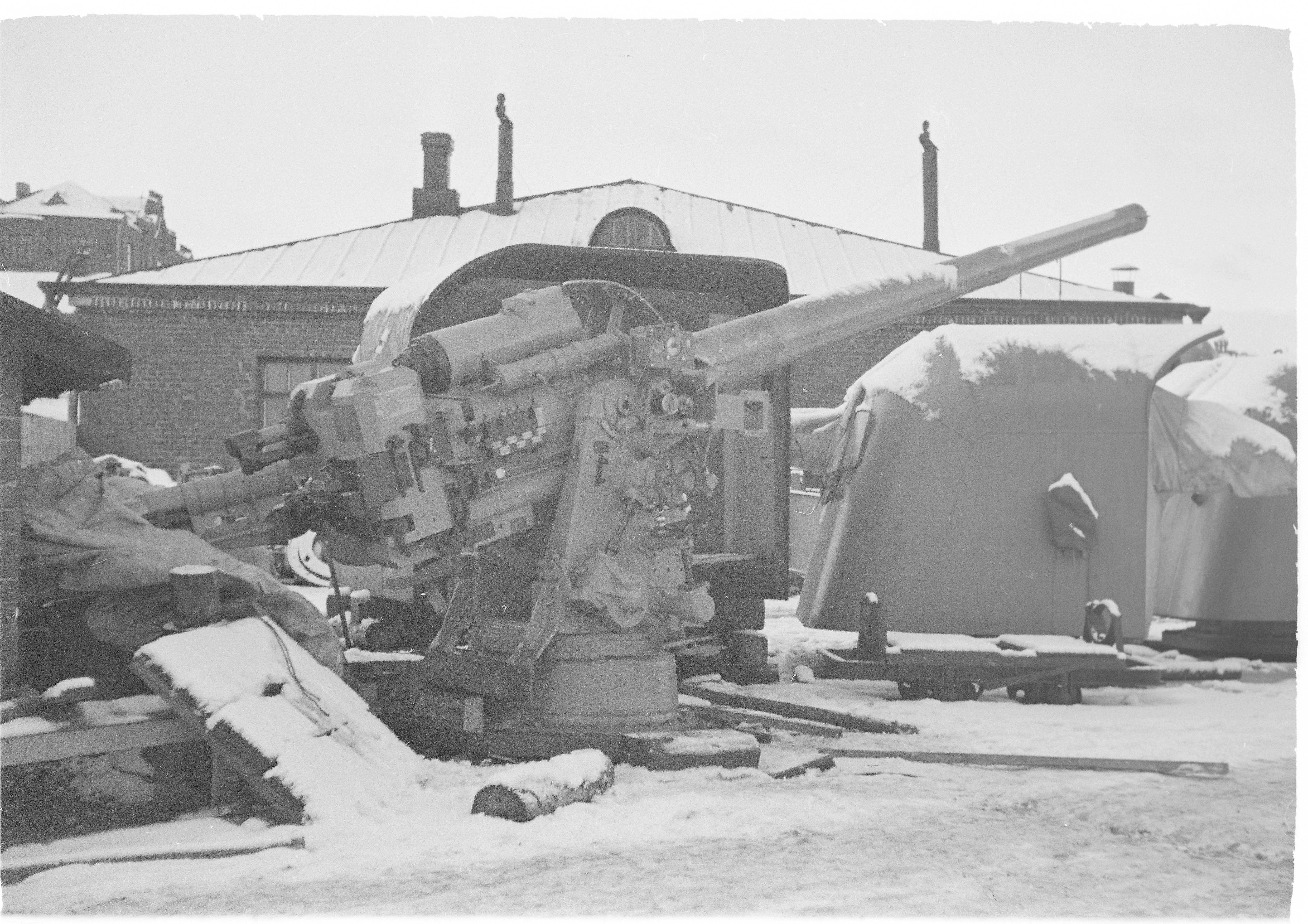
Finnische 130/50 N

Finnland konnte im Fortsetzungskrieg mehrere 130 mm/50 B13 Modell 1936 Küstengeschütze erobern und setzte diese mit der Bezeichnung 130/50 N (finnisch 130 mm 50 caliber coastal gun model N) zur Küstenverteidigung ein.

### 130/50 NRaut
Drei 130 mm/50 B13 Modell 1936 Küstengeschütze wurden 1964 von Finnland zu Eisenbahngeschützen umgebaut (Raut = rautatietykki, Eisenbahngeschütz). Alle drei Geschütze wurden 1972 wieder zu Küstengeschützen zurückgerüstet.

## Nutzung anderer Länder

### Polen
In den 1950er Jahren bekam Polen zwei Zerstörer der Skoryy-Klasse. Diese waren mit B-2LM-Geschütztürmen ausgerüstet. Zudem wurden mehrere B-13-Küstengeschütze an Polen geliefert. Diese wurden im Befestigten Gebiet Hela (polnisch Rejon Umocniony Hel) eingesetzt.

### Ägypten und Indonesien
Sechs Schiffe der Skoryy-Klasse wurden an Ägypten verkauft, sieben an Indonesien.

### Volksrepublik China

Zerstörer Taiyuan der Anshan-Klasse im Hafen von Laohutan

Vier Zerstörer der Gnewny-Klasse wurden 1954 an die Volksrepublik China übergeben. Diese stellten die Schiffe als Anshan-Klasse in Dienst. Die Zerstörer waren mit vier 130 mm/50 B13 Model 1936-Geschützen in Einzelaufstellung ausgerüstet.

### Finnland
Im Fortsetzungskrieg konnte Finnland bei der Rückeroberung der sowjetisch besetzten Halbinsel Hanko fünf 130 mm/50 B13 Model 1936 erobern. Diese Geschütze wurden zwar von den abziehenden Russen gesprengt, konnten aber von der Staatlichen Artilleriefabrik (Valtion Tykkitehdas) und Personal des Marinestützpunktes aus Helsinki wieder instand gesetzt werden. Drei der Geschütze wurden als Küstenschutzbrigade Uusimaa in den Festungen Pihlajasaari und Miessaari eingesetzt und zwei als Bewaffnung für die Hilfskanonenboote Aunus und Viena. Die Geschütze bekamen die Bezeichnung 130/50 N.

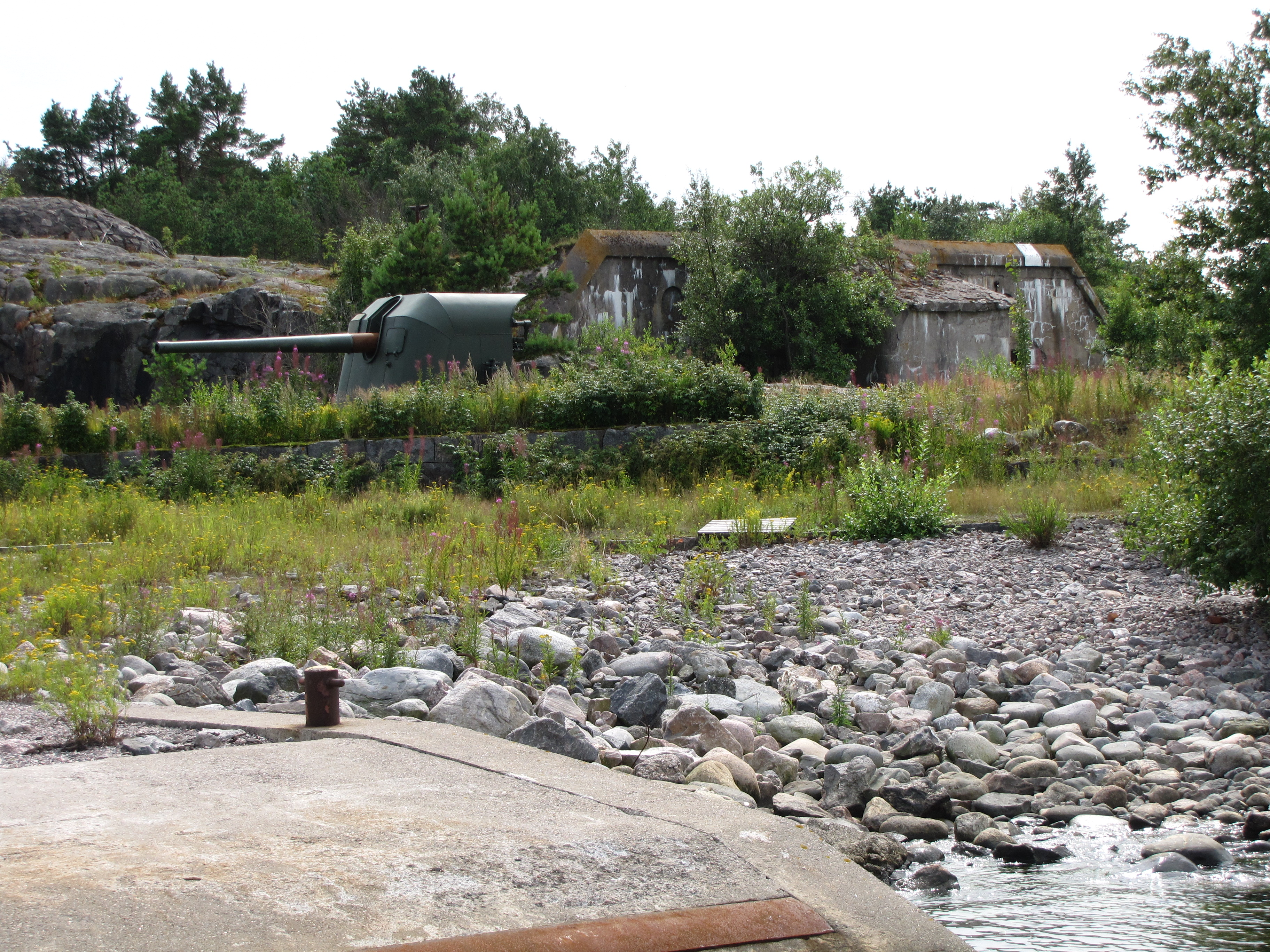
130/50 N in Kuivasaari

1964 wurden die drei Küstengeschütze zu Eisenbahngeschützen mit der Bezeichnung 130/50 NRaut umgerüstet und in das Küstenartillerie-Battalion Hanko eingegliedert. 1972 wurde alle drei wieder zurückgerüstet und in der Festung Glosholma aufgestellt und dem Küstenartillerie-Regiment Suomenlinna unterstellt. In den 1990er Jahren wurden die Geschütze außer Dienst gestellt, aber nicht demontiert. Eins wurde 2005 nach Kuivasaari gebracht und dort ausgestellt. In Finnland haben die Geschütze den Spitznamen „Nikolajev“.